# Bangor Base
Bangor Base (Auch Bangor Trident Base) ist Teil der militärischen Liegenschaft „U.S. Navy Naval Base Kitsap“ im Kitsap County (Bundesstaat Washington) und liegt auf der Kitsap Halbinsel. Der United States Census erfasst die Basis als einen Census-designated place mit im Jahr 2020 5.482 registrierten Bewohnern (2010 U.S. Census).

## Geographische Lage
Bangor Base liegt am „Hood Canal“ nordwestlich von  Silverdale im US-Bundesstaat Washington.
Gemäß dem United States Census Bureau umfasst die Fläche 28,8 km².

## Demographische Situation
Nach der Erhebung aus dem Jahre 2000 lebten dort 7.253 Anwohner in 1.275 Familien und 1.282 Haushalten. Die Bevölkerungsdichte lag somit bei 657,1/mi² bzw. 253,7/km². Die Dichte der Wohngebäude lag mit 1.316 bei 119,2/mi² oder 46,0/km².
Die rassische Zusammensetzung bestand aus:
- 76,73 % – weiß
- 8,05 % – afroamerikanisch
- 1,28 % – indianisch
- 4,69 % – asiatisch
- 0,79 % – pazifisch
- 10,24 % – spanisch
- 4,55 % – gemischtrassig
- 3,92 % – sonstige

Von den 1.282 Haushalten lebten in 79,8 % Kinder unter 18 Jahren, in 93,4 % lebten verheiratete Paare, 4,4 % hatten einen weiblichen Haushaltsvorstand wegen Abwesenheit des Ehemanns, 0,5 % waren Einzelpersonen. Der Durchschnitt eines Haushalts bestand aus 3,55 Personen und die durchschnittliche Familie aus 3,54 Personen.
Das Durchschnittsalter lag bei 27,5 % unter 18 Jahren, 23,4 % von 18 bis 24 Jahre, 47,1 % von 25 bis 44 Jahre, 2 % von 45 bis 65 Jahre und 0,1 % über 65 Jahre. Der Altersdurchschnitt lag somit bei 25 Jahren. Auf jeweils 100 weiblichen Einwohner kamen 198 männliche Einwohner, auf jeweils 100 weibliche Einwohner über 18 Jahre kamen 263,1 männliche Einwohner.
Das mittlere Einkommen eines Haushalts lag bei $32.246 und das mittlere Einkommen pro Familie lag bei $32.105. Männliche Einwohner hatten ein mittleres Einkommen von $28.856 im Gegensatz zu $21.000 für weibliche Einwohner.
Für einen durchschnittlichen Warenkorb standen $16.383 zur Verfügung. Etwa 8,5 % der Familien lebten unter der Armutsgrenze, eingeschlossen 12,4 Kinder unter 18 Jahre. Dies betraf keinen der Einwohner älter als 65 Jahre.
- Postanschrift:
 Naval Submarine Base, Bangor
 Bremerton WA, 98315